# 마드레스 에고이스타스 (1991년 텔레노벨라)
《마드레스 에고이스타스》(스페인어: Madres egoístas)은 1991년 방영된 멕시코의 텔레노벨라이다.